# Lee Heung-sil
Lee Heung-sil (koreanisch 이흥실 李興實; * 10. Juli 1961) ist ein ehemaliger südkoreanischer Fußballspieler, der zuletzt bei Chonbuk Buffalo spielte. Er stand zuletzt bei Daejeon Citizen FC als Trainer unter Vertrag. Lee Heung-sil hatte Ansan Mugunghwa FC 2016 zur Meisterschaft in der K League Challenge geführt.

## Karriere als Spieler

### Jugendzeit
Lee Heung-sil war von 1980 bis 1983 an der Masan Technical High School, ehe er für vier Jahre an die Hanyang-Universität studieren ging.

### Fußball-Karriere in Südkorea
Lee Heung-sil unterschrieb 1985 während seiner Studienzeit schon seinen ersten Profivertrag bei POSCO Atoms. Während er studierte, spielte er gleichzeitig auch für POSCO Atoms. In seinen sieben Jahren bei POSCO absolvierte er 182 Spiele und schoss 48 Tore. 1993 wechselte er zu Chonbuk Buffalo, den Vorgängerverein von Jeonbuk Hyundai Motors. Am Ende der Saison beendete er seine Karriere und wurde Trainer.

## Karriere in der Nationalmannschaft
Lee Heung-sil wurde 1982 während seiner Highschoolzeit schon für die Nationalmannschaft nominiert. Bis 1990 hatte er sporadisch einige Einsätze, ehe er 1990 seine Karriere in der Nationalmannschaft beendete.

## Karriere als Trainer
Seine erste Station als Trainer war seine Highschool, die Masan Technical High School. Dort blieb er für zwölf Jahre, von 1993 bis 2005, Trainer. 2005 wechselte er zu Jeonbuk Hyundai Motors und wurde dort zweiter Co-Trainer bis 2011. 2012 wurde er als Interimstrainer eingesetzt. Erst 2014 wurde er wieder zweiter Co-Trainer von Gyeongnam FC. Ab der Saison 2015 war er Trainer von Ansan Mugunghwa FC. In der Saison 2016 schaffte er es, mit seinem Team die Meisterschaft der K League Challenge zu gewinnen. Ende 2016, als Ansan Mugunghwa FC nach Asan zog, verließ er den Verein und ging zum neu gegründeten Verein Ansan Greeners FC. Er ist somit der erste Trainer dieses Vereins.

## Erfolge
- 1× K-League-Challenge-Meister 2016

| Personendaten    | Personendaten                               |
| ---------------- | ------------------------------------------- |
| NAME             | Lee, Heung-sil                              |
| KURZBESCHREIBUNG | südkoreanischer Fußballspieler und -trainer |
| GEBURTSDATUM     | 10. Juli 1961                               |
| GEBURTSORT       | Südkorea                                    |